# Christian Kjellvander
Christian Kjellvander (13 mai 1976 à Malmö) est un chanteur et compositeur de rock suédois, actif depuis 1994. 
L'album de 2004, Songs from a Two-Room Chapel, a été publié en France par le label Fargo.
Parallèlement à son activité solo, Christian Kjellvander a enregistré un album avec son frère Gustav sous le nom d'artiste de Songs of Soils. Gustav Kjellvander dirige, de son côté, le groupe Fine Arts Showcase.

## Discographie

### Albums
- Songs from a Two-Room Chapel, Startracks/V2 Records, 2004.
- Faya, Startracks/V2 Records, 2005.
- I Saw Her from Here, Startracks/V2 Records, 2007.
- The Rough and Rynge, Star/Indigo, 2011.
- The Pitcher, Tapete Records, 2013.
- A Village: Natural Light, Tapete Records, 2016.
- Wild Hxmans, Tapete Records, 2018.
- About Love And Loving Again, Tapete Records, 2020

### Compilation
- Introducing the Past, Startracks/V2 Records, 2003.